# 槇原千夏
槇原 千夏（まきはら ちか、6月17日 - ）は、日本の女性声優。東京都出身。ぷろだくしょんバオバブ所属。

## 人物
特技は歌（声楽）。趣味は映画・ドラマ鑑賞。
資格は普通自動車免許、ハングル検定3級。

## 出演

### テレビアニメ
2014年
- M3〜ソノ黒キ鋼〜（アカシの母）
- 黒執事 Book of Circus（メイヤール婦人）
- さばげぶっ!（老婆、ばばあ）
- ドラえもん（テレビ朝日版第2期）（2014年 - 2017年、女、おばさん、客）
- 魔弾の王と戦姫（女性）

2015年
- 銀魂゜（バニー）
- GATE 自衛隊 彼の地にて、斯く戦えり（2015年 - 2016年、通行人、村人、アナウンス、シェリーの母、キケロ夫人）
- コメット・ルシファー（客）
- ダンジョンに出会いを求めるのは間違っているだろうか（店主、門番C）
- トライブクルクル（お婆さん）
- ランス・アンド・マスクス（メイド長）

2016年
- Occultic;Nine -オカルティック・ナイン-（女性A）
- クラシカロイド（2016年 - 2017年、おばあさん、おばあちゃん）
- ラブライブ！サンシャイン!!（バスアナウンス）
- 魔法少女育成計画（おばあちゃん）
- ルパン三世 PART IV（信者C）
- Lostorage incited WIXOSS（千夏の母）

2017年
- タイムボカン24（ナイチンゲールの母）
- クズの本懐（店員）
- サクラクエスト（門田絹）
- 戦姫絶唱シンフォギアAXZ（おばあさん）
- 食戟のソーマ 餐ノ皿（学園スタッフ）

2018年
- うちのウッチョパス（となりんちのおばちゃん）
- スロウスタート（史生）
- 鹿楓堂よついろ日和（おばあさん、長田登美江）
- ヒナまつり（林の妻）

2023年
- The Legend of Heroes 閃の軌跡 Northern War（ミア）

### 劇場アニメ
- きみの声をとどけたい（2017年）

### OVA
- ストライク・ザ・ブラッド ヴァルキュリアの王国篇（2015年、女性、進行役）

### Webアニメ
- A.I.C.O. Incarnation（2018年、医師B）

### ゲーム
- ファイナルファンタジーVII リメイク（2020年）

### 吹き替え

#### 映画
- アイム・ユア・ウーマン（エヴリン〈マルセリーヌ・ヒューゴ〉）
- エレクトリシティ（シルヴィア）
- クロッシング・マインド 消えない銃声（デボラ〈モリー・シャノン〉）
- 小さな恋のメロディ（ミセス・パーキンス〈ケイト・ウィリアムス〉） ※新盤DVD/BD版
- ディセンダント（ベル〈キーガン・コナー〉）
- フィフス・ウェイブ（リサ・サリヴァン〈マギー・シフ〉）
- マジック・イン・ムーンライト（ベイカー夫人〈マーシャ・ゲイ・ハーデン〉）
- マネー・ショート 華麗なる大逆転（シンシア・ボーム〈マリサ・トメイ〉）
- マネー・スキャンダル 破滅への欲望（カーン弁護士〈マーガレット・コリン〉）
- ミス・メドウズ ～悪魔なのか? 天使なのか?～（ダヴェンポート夫人〈メアリー・ケイ・プレイス〉）
- ラスト・ウィッチ・ハンター（ウィッチ・クイーン〈ジュリー・エンゲルブレヒト〉）

#### ドラマ
- アメリカン・ゴシック 〜偽りの一族〜
- FBI: 特別捜査班
- I AM 私の分岐点#3（サリー〈サラ・ラム〉[2]）
- 百年の花嫁（アンドン）
- フルハウスTAKE2
- 弁護士イーライのふしぎな日常

### 舞台
- 愚か者達へのレクイエム（権藤）
- 「助かった！」と一息ついて・・・。第１話「青い鳥」（大山一子）
- 「COSI」
- 「約三十の嘘」